# Мисс США 1956
Мисс США 1956 (англ. Miss USA 1956) — 5-й конкурс красоты Мисс США прошедший 18 июля 1956 года, в Long Beach Municipal Auditorium (Лонг-Бич, Калифорния). Представительницы 43 штатов участвовали в инаугурации победительницы конкурса. Победительницей конкурса стала Кэрол Моррис от штата Айова.

## Результаты
| Итоговое место | Участница |
| -------------- | --- |
| Мисс США 1956  | - Айова — Кэрол Моррис |
| 1-я Вице Мисс  | - Южная Каролина — Бетти Черри |
| 2-я Вице Мисс  | - Арканзас — Нэнси МакКоллум |
| 3-я Вице Мисс  | - Небраска — Шери Льюис |
| 4-я Вице Мисс  | - Техас — Джо Добсон |
| Топ 10         | - Колорадо — Карен Килер - Мэриленд — Шарлин Холт - Мичиган — Барбара Сиас - Нью-Джерси — Долорес Уинфилд - Северная Каролина — Ширли Багвелл - Огайо — Элеонора Вуд - Орегон — Маралин Тернер - Теннесси — Стелла Уилсон - Юта — Шерил Браун - Вашингтон — Джун Сведин |

## Участницы
| - Аризона – Майя Бертулсон - Арканзас – Нэнси МакКоллум - Калифорния – Ширли Витти - Колорадо – Карен Килер - Коннектикут – Дороти Бейли - Делавэр – Сандра МакКейб - Вашингтон (округ Колумбия) – Джоан Холлер - Флорида – Ким Мейер - Джорджия – Мэри Рафф - Иллинойс – Мюриэль Блэр - Индиана – Беверли Мэттокс - Айова – Кэрол Моррис - Луизиана – Сесиль Моррис - Мэриленд – Шарлин Холт - Массачусетс – Элейн Мерфи - Майами-Бич – Беверли Роджерс - Мичиган – Барбара Сиас - Миннесота – Мэрилин Джонсон - Миссури – Кэрол Троуэр - Небраска – Шари Льюис - Невада – Марли Сандерсон - Нью-Гэмпшир – Рита Леклерк | - Нью-Джерси – Долорес Уинфилд - Нью-Мексико – Джеки Браун - Нью-Йорк – Кей Дуглас - Северная Каролина – Ширли Багвелл - Северная Дакота – Мэри Харроун - Огайо – Элеонора Вуд - Орегон – Маралин Тернер - Пенсильвания – Серена Кифер - Филадельфия – Мириам Униман - Род-Айленд – Сандра Возелла - Южная Каролина – Бетти Черри - Сент-Луис – Диана Стопке - Теннесси – Стелла Уилсон - Техас – Джо Добсон - Юта – Шерил Браун - Вермонт – Долорес Веттак - Виргиния – Аудра Старк - Вашингтон – Джун Сведин - Западная Виргиния – Джанет Карди - Висконсин – Присцилла Перкинс - Вайоминг – Мэрилин Скотт |